# Vivendi
Vivendi SA (do kwietnia 2006 roku jako Vivendi Universal) – francuski koncern mediowy obecny na rynku muzycznym, telewizyjnym, telekomunikacyjnym, filmowym, wydawniczym, internetowym i gier komputerowych. Wywodzi się z założonej w 1853 roku spółki Compagnie Générale des Eaux (CGE).

## Historia

Logo Vivendi Universal w latach 2000–2006

Przedsiębiorstwo Compagnie Générale des Eaux (CGE) zostało utworzone dekretem cesarskim w 1853 r. przez Napoleona III. Rok później, w 1854 r. podpisało kontrakt na dostarczanie wody do miasta Lyonu, a w 1861 r. zawarło podobny kontrakt na zaopatrzenie Paryża w wodę.
Przez ponad sto lat gospodarka wodna była jedynym polem działalności przedsiębiorstwa Compagnie Générale des Eau. Od 1976 r., gdy na czele CGE stanął Guy Dejouany, przedsiębiorstwo rozszerzyło swą działalność na sektory gospodarki komunalnej: energię, usługi transportowe, gospodarkę odpadami i budownictwo.
W 1996 roku na czele CGE stanął Jean-Marie Messier. Od tego czasu przedsiębiorstwo skupiło swą obecność na sektorze mediów i pozbyło się działów „starej gospodarki”.
W 1998 roku nastąpiła zmiana nazwy firmy na Vivendi Universal.
Jean-Marie Messier poprzez zakupy przedsiębiorstw mediowych forsował przyspieszony rozwój spółki zakończony w 2002 r. rekordową stratą 23,3 mld euro i dymisją z funkcji prezesa spółki. Przedsiębiorstwo zmuszone ratować się od bankructwa sprzedało udziały w licznych przedsiębiorstwach.
Od 2006 roku przedsiębiorstwo funkcjonuje pod obecną nazwą – Vivendi. Obecnie na czele firmy stoi Jean-François Dubos.

## Podział grupy
W skład koncernu wchodzi wiele spółek obecnych na całym świecie, także i w Polsce – m.in. Canal+ Polska S.A., którego 51% udziałów posiada Groupe Canal+.
- Groupe Canal+
  - Canal+ France
    - Canalsat

  - Canal+ Polska
    - Platforma Canal+
- Universal Music Group
- Vivendi Entertainment
- SFR – 56% udziałów
- Global Village Telecom (GVT) – 62,5% udziałów
- Maroc Telecom – 53% udziałów